# 341 (numero)
Trecentoquarantuno (341) è il numero naturale dopo il 340 e prima del 342.

## Proprietà matematiche
- È un numero dispari.
- È un numero composto da 4 divisori: 1, 11, 31 e 341. Poiché la somma dei suoi divisori (escluso se stesso) è 43 < 341, è un numero difettivo.
- È un numero semiprimo.
- È un numero omirpimes.
- È un numero cubico centrato.
- È un numero palindromo nel sistema numerico binario (101010101) dove presenta alternate le cifre 0 e 1. È altresì palindromo nel sistema di numerazione posizionale a base 8 (525) e in quello a base 4 (11111). In quest'ultima base è anche un numero a cifra ripetuta.
- È un numero ottagonale.
- È parte delle terne pitagoriche (341, 420, 541), (341, 1860, 1891), (341, 5280, 5291), (341, 58140, 58141).
- È un numero di Ulam.
- È un numero congruente.

## Astronomia
- 341P/Gibbs è una cometa periodica del sistema solare.
- 341 California è un asteroide della fascia principale del sistema solare.

## Astronautica
- Cosmos 341 è un satellite artificiale russo.